# 沃巴什縣 (伊利諾伊州)
沃巴什縣（英語：Wabash County）是美國伊利諾伊州東南部的一個縣，東鄰印地安納州。面積590平方公里。根据2010年美国人口普查，共有人口11,947。比2000年人口普查的12,937人少7.7%。縣治芒特卡梅爾（Mount Carmel）。
成立於1824年。縣名來自沃巴什河（河名來自邁阿密人，意思是「純白的」，指的是河底的石灰岩）。